# قلب حذائي
قَلْب حِذائي أو قَلْب مَرْكوبِيّ أو قلب قُبقابي (بالفرنسية: Cœur en sabot)‏ هي علامة شعاعية تُشاهد بشكلٍ شائع في مرضى رباعية فالو، وهو مرض قلبي خلقي زراقي. مُصطلح «قلب حذائي» يَصف الموجودات التالية:
- حجم القَلب طبيعي أو كبير بشكلٍ طفيف.
- يُظهر الحد الأيسر للقلب قمةً مُرتفعة، بحيث تكون «أبعد نقطة من القلب في أقصى الجانب الأيسر»، وتشير إلى تضخم البطين الأيمن.
- تخصُر مُبالغ فيه بالقلب، والذي يعني أنَّ الجزء الرئوي صغير ومُقعر، مما يُشير إلى حدوث تضيق قمعي رئوي.

يُستخدم تخطيط صدى القلب للتأكيد والتمييز بين أمراض القلب الخلقية.